# Jimmy Smits
Jimmy Smits (født 9. juli 1955) er en amerikansk skuespiller, der har medvirket i en række film og tv-serier.
På tv havde han en fast rolle som advokaten Victor Sifuentes i de første fem sæsoner af L.A. Law i slutningen af 1980'erne, hvilket indbragte ham en Primetime Emmy Award for bedste birolle i en dramaserie i 1990. I 1990'erne spillede han NYPD-detektiven Bobby Simons i politidramaet NYPD Blue, som han blev præmieret for med en Golden Globe Award for bedste skuespiller i 1996. I 1999-2006 medvirkede han som kongresmedlemmet Matt Santos i den politiske dramaserie The West Wing Senere har han medvirket som Miguel Prado i Dexter og i 2012 som Nero Padilla i Sons of Anarchy.
På film har han medvirket som senatoren Bail Organa i Star Wars Episode II: Klonernes angreb (2002), Star Wars Episode III: Sith-fyrsternes hævn (2005) og Rogue One: A Star Wars Story (2016).